# کازویوکی اوتسوکا
کازویوکی اوتسوکا (انگلیسی: Kazuyuki Otsuka؛ زادهٔ ۷ ژوئیهٔ ۱۹۸۲) بازیکن فوتبال اهل ژاپن است.
از باشگاه‌هایی که در آن بازی کرده‌است می‌توان به باشگاه فوتبال آویسپا فوکوئوکا اشاره کرد.